# All-Star Baseball '97 featuring Frank Thomas
All-Star Baseball '97 featuring Frank Thomas, a veces etiquetado erróneamente como All Star Baseball '98, es un videojuego desarrollado por Iguana y publicado por Acclaim para PlayStation y Sega Saturn en 1997. Es a la vez el sucesor de Frank Thomas Big Hurt Baseball y el primer juego de la serie All-Star Baseball.

## Jugabilidad
Es un juego de béisbol que cuenta con modos de Exhibición, Temporada, Playoff, Juego de Estrellas, Práctica de Bateo y Home Run Derby. También incluye los 28 equipos de la MLB más los equipos de Tampa Bay y Arizona, los 2 nuevos equipos de expansión de esa era. El juego incluye los jugadores reales, las estadísticas, los estadios y los logotipos de cada equipo.
Durante toda la temporada, el juego lleva un registro de las estadísticas en más de 27 categorías diferentes. El jugador también puede intercambiar jugadores de su equipo durante la temporada.
Los comentarios jugada por jugada están a cargo del comentarista deportivo Jon Miller.

## Recepción
| Recepción |              |
| --- | ------------ |
| Puntuaciones de críticas Publicación Calificación AllGame [ 2 ] Electronic Gaming Monthly 5.75/10 [ 3 ] [ 4 ] GameFan 89% [ 1 ] Game Informer 5.5/10 [ 5 ] GameSpot 6.5/10 [ 6 ] IGN 5/10 [ 7 ] San Francisco Examiner B− [ 8 ] |              |
| Puntuaciones de críticas |              |
| Publicación | Calificación |
| AllGame | [ 2 ]        |
| Electronic Gaming Monthly | 5.75/10      |
| GameFan | 89%          |
| Game Informer | 5.5/10       |
| GameSpot | 6.5/10       |
| IGN | 5/10         |
| San Francisco Examiner | B−           |

Kraig Kujawa de Electronic Gaming Monthly dijo que la versión de PlayStation todavía se juega igual que Frank Thomas Big Hurt Baseball, y llamó al título "mediocre". Next Generation comentó de manera similar que All-Star Baseball '97 no es un título innovador en jugabilidad y gráficos, pero lo consideró decente. The Rookie de GamePro fue más crítico con los gráficos, los controles y la mala cámara. Si bien la versión de Saturn fue ampliamente ignorada por los críticos, The Rookie la encontró más agradable que la versión de PlayStation, citando un mejor control, aunque aun así aconsejó a los jugadores que esperaran a World Series Baseball '98 en su lugar. Lo calificó más alto que la versión de PlayStation en control y factor de diversión, y lo igualó en gráficos y sonido.